# غيتا لينز
غيتا لينز (بالإنجليزية: Gita Lenz)‏ هي مصورة أمريكية، ولدت في 1910، وتوفيت في 20 يناير 2011.